# Myślenie

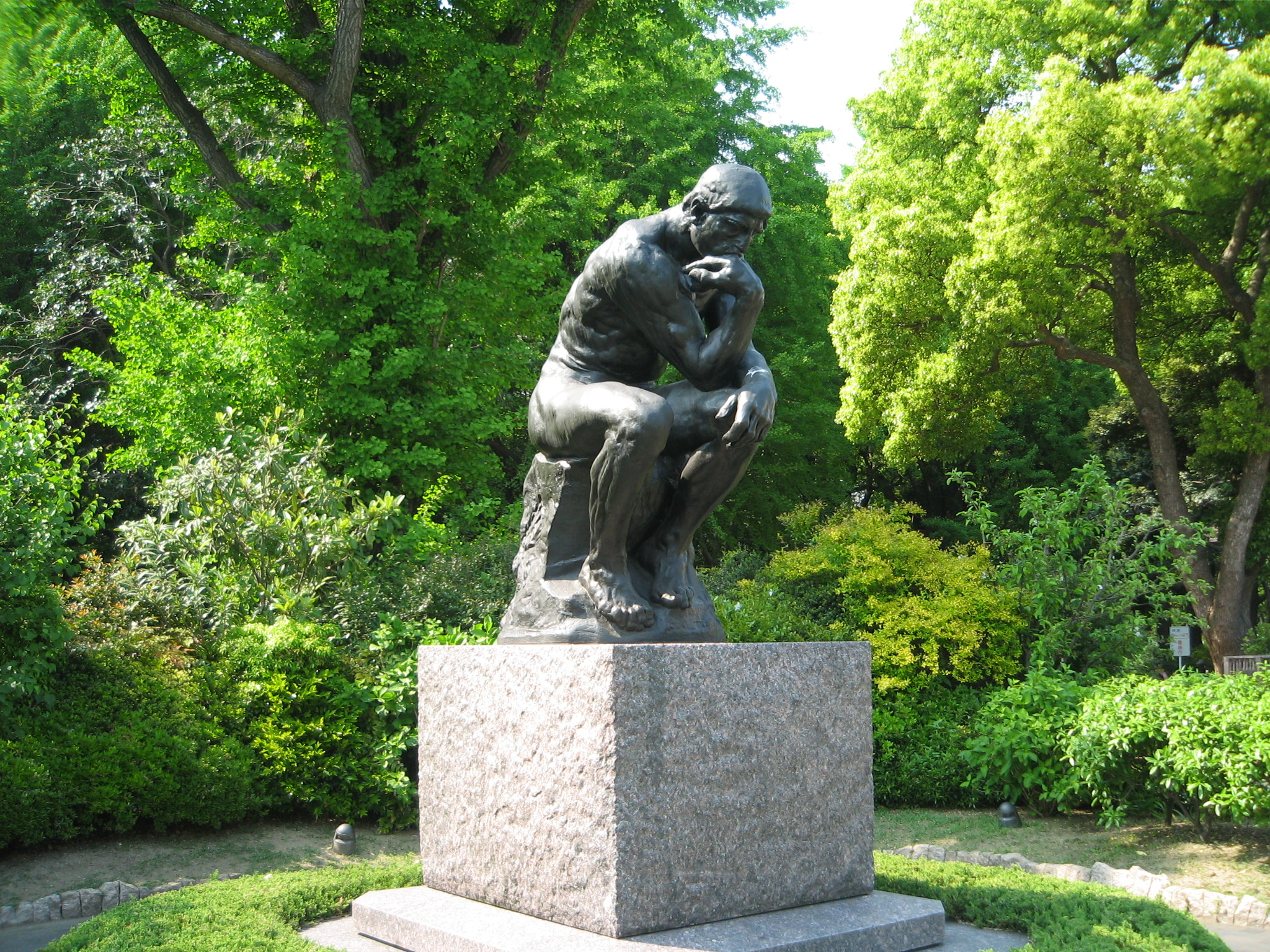
Auguste Rodin – Myśliciel

Myślenie – ciągły proces poznawczy polegający na skojarzeniach i wnioskowaniu, operujący elementami pamięci takimi jak symbole, pojęcia, frazy, obrazy i dźwięki. 
W świetle neurobiologii (m.in. António Damásio) głównym składnikiem myśli są obrazy percepcyjne o różnych modalnościach zmysłowych, np. słuchowe, wzrokowe, węchowe, smakowe, które odpowiadają przedmiotom, procesom zachodzącym z udziałem przedmiotów lub odpowiadającym im słowom. Tworzone reprezentacje percepcyjne są topograficznie zorganizowane w mózgu. Są one aktywowane z udziałem „reprezentacji dyspozycyjnych”, tworzonych w innym miejscu mózgu, wykorzystywanych w toku myślenia.
Myślenie może być pojmowane również jako ruch świadomości oraz skupienia i koncentracji. W praktyce jest jednak wywoływane nieświadomie bez udziału woli i wiąże się z naszymi poprzednimi myślami i działaniami.

## Modelowanie myślenia
Ludzkie myślenie jest realizowane przez
procesy psychiczne/kognitywne opierające się na systemie pojęć o różnym stopniu konkretności łączone w mózgu w mniej lub bardziej świadomy sposób.
Według interpretacji A. M. Gadomskiego proces myślenia jest badany na poziomie dynamiki sieci neuronowych, zaś funkcje myślenia są interpretowane na poziomie symboli jako własności abstrakcyjnego umysłu. W tym ujęciu, procesy mózgowe są nośnikami operacji symbolicznych, takich jak skojarzenia i wnioskowanie, oraz wspierane są nieświadomymi/podświadomymi operacjami poszukiwania w pamięci.
W komputerowej symulacji myślenia w celu rozwiązania danego zadania tworzy się program operacji oraz w trakcie wykonywania konfrontuje się go z oczekiwanym wynikiem.
Istnieje wiele bardziej i mniej ogólnych modeli myślenia, racjonalnego, irracjonalnego, emocjonalnego, oraz modeli mniej lub bardziej zależnych od kontekstu.

## Proces myślenia w aspektachpsychologii klinicznej
Wyróżnia się aspekt operacyjny, dynamiczny i motywacyjny myślenia.

### Aspekt operacyjny
W tym aspekcie myślenie to ciąg pojęć. Pojęcia te wchodzą ze sobą w złożone relacje (powiązania). Myślenie umożliwia wyodrębnianie różnych cech danego pojęcia, zauważanie podobieństw pomiędzy różnymi pojęciami, abstrahowanie od cech różniących pojęcia, uogólnianie i uszczegóławianie, czego efektem jest też tworzenie nowych pojęć.
Operacyjne własności myślenia to np.: abstrahowanie, uogólnianie, uściślanie, kojarzenie, zapamiętywanie.
Myślenie o myśleniu to meta-myślenie, jest ono podstawą ludzkiej samoświadomości.
Przykładami objawów zaburzeń myślowych są:
- myślenie nadmiernie konkretne – osoba nie potrafi wyjść poza obserwowalne właściwości danego przedmiotu lub jednoznaczne skojarzenia wobec pojęcia; nie potrafi określić cech łączących pewną klasę pojęć (np. „Co mają wspólnego rower i motocykl?” Odp.: „Nic nie mają wspólnego, rower jest na pedały a motocykl na silnik”.);
- myślenie nadmiernie abstrakcyjne – osoba wychodzi poza konkretne znaczenie pojęć, ale operacje abstrahowania i uogólniania są wykonywane na tak wysokim poziomie, że efekt jest nieprzydatny do wykonania jakiegokolwiek działania praktycznego; (np. „Co mają wspólnego rower i motocykl?” Odp.: „Oba zbudowane są z materii”.);
- myślenie oparte na subiektywnych związkach między pojęciami – osoba wykonująca operacje abstrahowania i uogólniania opiera się na subiektywnych związkach między pojęciami, związkach które istnieją tylko dla niej (np. „Co mają wspólnego rower i motocykl?” Odp.: „Oba są ładne”.).

### Aspekt dynamiczny
W tym aspekcie myślenie to proces, który wymaga odpowiedniego tempa i selektywności. Ta strona myślenia ma wiele wspólnego z uwagą.
Objawami zaburzeń są:
- nadmierna dynamika – labilność myślenia. W czasie wykonywania operacji pojawiają się uboczne wątki, skojarzenia, których osoba nie potrafi wytłumić; (np. „Co mają wspólnego rower i motocykl?” Odp.: „Bo mają koła, takie jak mój rower, jaki dostałam w dzieciństwie – żółty, tak jak samochód mojego kolegi ze szkoły podstawowej – tam był bardzo groźny dyrektor...”);
- osłabiona dynamika – inercja myślenia; charakterystyczna jest tutaj "lepkość" myślenia; jeżeli chory raz wykonał zadanie w określony sposób, to kurczowo trzyma się tego sposobu, nawet jeżeli w kolejnych zadaniach nie daje odpowiedniego wyniku; (np. Pyt. 1. „Co mają wspólnego rower i motocykl?” Odp.: „Mają koła.” Pyt. 2. „Co wspólnego mają dzbanek i filiżanka?” Odp: „Mają takie koła u góry (okrągłą górę).”

### Aspektmotywacyjny
Ta strona myślenia zajmuje się ukierunkowaniem tego procesu na konkretny cel.
Objawami zaburzeń są:
- wielowątkowość myślenia – osoba w akcie myślenia dąży do różnych, czasami sprzecznych ze sobą celów gubiąc po drodze to, co istotne. Motywacji jest zbyt dużo i poszczególne motywy są sprzeczne; (np. Pyt. 1. „Co mają wspólnego rower i motocykl?” Odp.: „Rower i motocykl mają koła. Ale też mają kierownicę. To jest najistotniejsza cecha, która je łączy...” itd.);
- rezonerstwo – to myślenie, które utraciło ukierunkowanie na cel i do niczego nie prowadzi. (np. Pyt. 1. „Co mają wspólnego rower i motocykl?” Odp.: „Wiele mają wspólnego i też wiele różni je; czy naprawdę to, co jest między nimi wspólnego jest ważniejsze od tego, co je różni; podkreślając podobieństwa nie można zapominać o różnicach.”).

## Zaburzenia myślenia
Zaburzenia myślenia możemy podzielić na:
- zaburzenia treści myślenia, do których należą: urojenia, idee nadwartościowe i natręctwa;

- zaburzenia toku myślenia, np. przyspieszenie, zwolnienie, zahamowanie, zatamowanie, rozkojarzenie, splątanie[5].